# Vicky Krieps
Vicky Krieps (Luxemburgo, 4 de octubre de 1983) es una actriz luxemburguesa que ha interpretado diferentes personajes para el cine y la televisión. Algunos de sus papeles más importantes corresponden a la película Phantom Thread y la serie de televisión alemana Das Boot.

## Filmografía

### Cine
| Año  | Título                                          | Rol                             | Notas                        |
| ---- | ----------------------------------------------- | ------------------------------- | ---------------------------- |
| 2008 | La Nuit passée                                  | Christina                       | Corto                        |
| 2009 | X on a Map                                      | Ana                             | Corto                        |
| 2009 | House of Boys                                   | Chica en la florería            |                              |
| 2011 | Legal.Illegal                                   | Kicki                           | Corto                        |
| 2011 | If Not Us, Who?                                 | Dörte                           |                              |
| 2011 | Hanna                                           | Johanna Zadek                   |                              |
| 2011 | Elle ne pleure pas, elle chante                 | Enfermera                       |                              |
| 2011 | Anonymous                                       | Bessie Vavasour                 |                              |
| 2012 | Formentera                                      | Mara                            |                              |
| 2012 | D'Belle Epoque                                  | Belle                           | Documentary                  |
| 2012 | The Treasure Knights and the Secret of Melusina | Marie Kutter                    |                              |
| 2012 | Two Lives                                       | Kathrin Lehnhaber               |                              |
| 2012 | Measuring the World                             | Johanna Gauss                   |                              |
| 2013 | Tied                                            | Angel                           |                              |
| 2013 | Möbius                                          | Olga                            |                              |
| 2013 | Before the Winter Chill                         | Caroline                        |                              |
| 2013 | Brotherhood of Tears                            | Mujer rusa                      |                              |
| 2014 | A Most Wanted Man                               | Niki                            |                              |
| 2014 | Meer zwischen uns                               | Karen                           | Corto                        |
| 2014 | The Chambermaid Lynn                            | Lynn                            |                              |
| 2015 | M wie Martha                                    | Helene                          | Corto                        |
| 2015 | Pitter Patter Goes My Heart                     | Lisa                            | Corto                        |
| 2015 | Outside the Box                                 | Yvonne von Geseke               |                              |
| 2015 | Colonia Dignidad                                | Ursel                           |                              |
| 2016 | Was hat uns bloß so ruiniert                    | Stella                          |                              |
| 2017 | The Young Karl Marx                             | Jenny von Westphalen            |                              |
| 2017 | Gutland                                         | Lucy Loschetter                 |                              |
| 2017 | Phantom Thread                                  | Alma Elson                      |                              |
| 2018 | 3 Days in Quiberon                              | Empleada del hotel              |                              |
| 2018 | The Girl in the Spider's Web                    | Erika Berger                    |                              |
| 2019 | The Last Vermeer                                | Minna Holberg                   |                              |
| 2020 | Faithful                                        | Hélène Iveton                   |                              |
| 2021 | Next Door                                       | Objetivo                        | Cameo                        |
| 2021 | Bergman Island                                  | Chris                           |                              |
| 2021 | Old                                             | Prisca Cappa                    |                              |
| 2021 | Beckett                                         | Lena                            |                              |
| 2021 | The Survivor                                    | Miriam Wofsoniker               |                              |
| 2021 | Hold Me Tight                                   | Clarisse                        |                              |
| 2022 | Corsage                                         | Emperadora Elisabeth de Austria | También productora ejecutiva |
| 2022 | More Than Ever                                  | Hélène                          |                              |
| 2023 | Ingeborg Bachmann – Journey into the Desert     | Ingeborg Bachmann               |                              |
| 2023 | The Three Musketeers: D'Artagnan                | Ana de Austria                  |                              |
| 2023 | The Three Musketeers: Milady                    | Ana de Austria                  |                              |
| 2023 | The Dead Don't Hurt                             | Vivienne Le Coudy               |                              |
| 2024 | Went Up the Hill                                | Jill                            |                              |
| TBA  | Father, Mother, Sister, Brother                 | TBA                             | En producción                |
| TBA  | Harmonia                                        | TBA                             | Preproducción                |

### Televisión
| Año     | Título                          | Rol                             | Notas                       |
| ------- | ------------------------------- | ------------------------------- | --------------------------- |
| 2011    | Tatort                          | Mariam Sert                     | Episodio: Eine bessere Welt |
| 2012    | Rommel                          | Comtesse de La Rochefoucauld    | Film para TV                |
| 2014    | Elly Beinhorn: Solo Flight [de] | Elly Beinhorn                   | Film para TV                |
| 2014    | The Witness House [de]          | Marie-Claude Vaillant-Couturier | Film para TV                |
| 2015    | Tag der Wahrheit                | Ursel                           | Film para TV                |
| 2015    | Mon cher petit village          | Elisabeth                       | Film para TV                |
| 2017    | Der Kriminalist                 | Dr. Kim Koch                    | Episodio: Hochrisiko        |
| 2018–20 | Das Boot                        | Simone Strasser                 | 10 episodios                |

## Premios
Premios Sant Jordi de Cine
| Año  | Categoría                           | Película       | Resultado |
| ---- | ----------------------------------- | -------------- | --------- |
| 2018 | Mejor actriz en película extranjera | Phantom Thread | Ganadora  |